# Samuel Gammal Ehrenkrona
Samuel Gammal Ehrenkrona, född 22 november 1702, död 15 december 1756 i Stockholm, var en svensk ämbetsman.

## Biografi
Samuel Gammal Ehrenkrona föddes 1702. Han var son till landshövdingen Erik Gammal Ehrenkrona i Östergötlands län och Helena Ehrenbielke. Ehrenkrona blev 5 december 1716 vid Uppsala universitet och senare auskultant i Svea hovrätt. Han arbetade sedan som extra ordinarie notarie i hovrätten och blev senare kanslist i Kammarkollegium. Ehrenkrona blev 18 juni 1737 advokatfiskal och 15 december 1743 sekreterare. Han blev 15 juni 1747 kammarråd och avled 1756 i Stockholm.

### Familj
Ehrenkrona gifte sig 1744 i Stralsund med friherrinnan Elsa Regina von Schwerin (1717–1761), dotter av generalmajoren Claus Filip von Schwerin och friherrinnan Maria Johanna Burensköld. De fick tillsammans barnen hovstallmästaren Erik Filip Gammal Ehrenkrona (1745–1803) och Mariana Helena Ehrenkrona (1748–1820) som var gift med generaladjutanten Claes Erik Sparre af Söfdeborg. Efter Ehrenkronas död gifte Elsa Regina von Schwerin om sig med kanslirådet Harald Appelbom.